# Сийл Бийч (Калифорния)
Сийл Бийч (на английски: Seal Beach в превод Тюленов плаж) е град в окръг Ориндж в щата Калифорния, САЩ.
Сийл Бийч е с население от 24 157 жители (2000) и обща площ от 34,20 км² (13,20 мили²). Сийл Бийч получава статут на град на 25 октомври 1915 г.